# شاهنامه طوب قابي

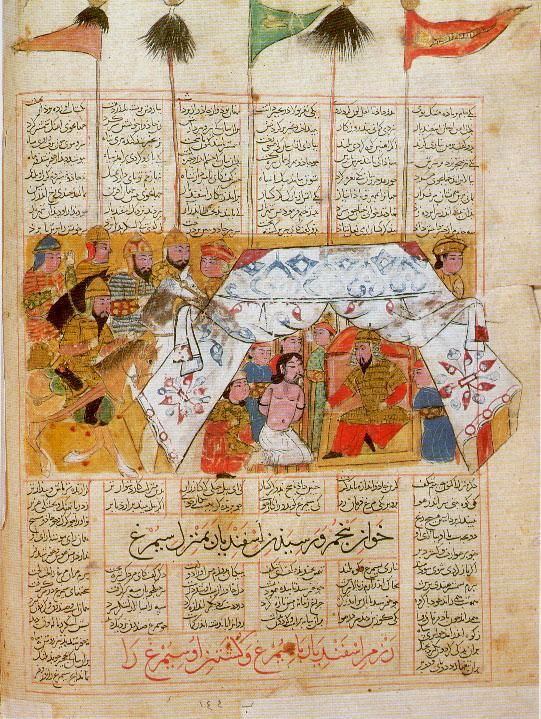
جارجسار يركع أمام اسفنديار وهو مقيد اليدين.

شاهنامه طوب قابي هي مخطوطة من شاهنامه الفردوسي، كُتبت في عام 731 هـ في شيراز وهي محفوظة الآن في قصر طوب قابي في إسطنبول تحت رقم التسجيل (Hazine 1479). تُعتبر هذه المخطوطة أقدم مخطوطة لشاهنامه من حيث تاريخ كتابتها، بعد شاهنامه فلورنسا (614 هـ) وشاهنامه لندن (675 هـ).  تعتبر هذه الشاهنامه أيضًا أقدم مخطوطة مصورة مؤرخة لشاهنامه.  تتكون مخطوطة توبكابي سراي من 227 ورقة و89 صورة توضيحية على طراز مدرسة شيراز الأولى . كتبت القصائد في ستة أعمدة من 32 سطرًا بخط النسخ بواسطة شخص يُدعى حسين بن علي بن حسين بهمني. 
وإن كانت هذه النسخة تُعدّ أقدم نُسخةٍ مؤرّخة من الشاهنامات المُصوّرة، فإنها على الأرجح ليست أقدم نُسخة مُصوّرة معروفة من الشاهنامه؛ إذ إن هناك ما لا يقلّ عن أربع نسخ مصوّرة أخرى من الشاهنامه تعود إلى العصر الإلخاني، ويُعتقد أنها كُتِبت بين سنتي 700 و737 هـ، إلا أن افتقارها إلى تاريخٍ محدّد للنسخ يجعل من الصعب تحديد زمن تأليفها بدقة. وأبرز هذه النسخ هو الشاهنامه الكبير الإلخانية. وهناك نُسخة أخرى إضافية تُعرف اليوم باسم "شاهنامه كامَا". وكانت التقديرات القديمة تظنّ أن هذه النسخة تعود إلى أواخر العصر السلجوقي أو تقريبًا إلى النصف الأول من القرن السابع الهجري، إلا أن الدراسات الحديثة تشير إلى أنها كُتِبت في أوائل القرن الثامن الهجري، أو ربما بعد ذلك.